# Вишня Писана
Вишня Писана (словац. Vyšná Písaná) — село, громада в окрузі Свидник, Пряшівський край, північно-східна Словаччина. Протікає річка Капішовка.
Уперше згадується 1600 року.

## Пам'ятки
У селі є греко-католицька церква Успіння Пресвятої Богородиці з 1909 року в стилі бароко.

## Населення
| Рік:            | 1993 | 2003     | 2013    | 2023    |
| --------------- | ---- | -------- | ------- | ------- |
| Кількість осіб: | 62   | 81       | 74      | 75      |
| Різниця:        |      | +30,64 % | -8,64 % | +1,35 % |

| Рік:            | 2022 | 2023 |
| --------------- | ---- | ---- |
| Кількість осіб: | 75   | 75   |
| Різниця:        |      | +0 % |

В селі проживає 79 осіб.
Національний склад населення (за даними останнього перепису населення — 2001 року):
- русини — 51,25 %
- словаки — 45,00 %
- українці — 3,75 %

Склад населення за приналежністю до релігії станом на 2001 рік:
- греко-католики — 71,25 %,
- православні — 27,50 %,
- римо-католики — 1,25 %,